# Caminho de ferro de cremalheira

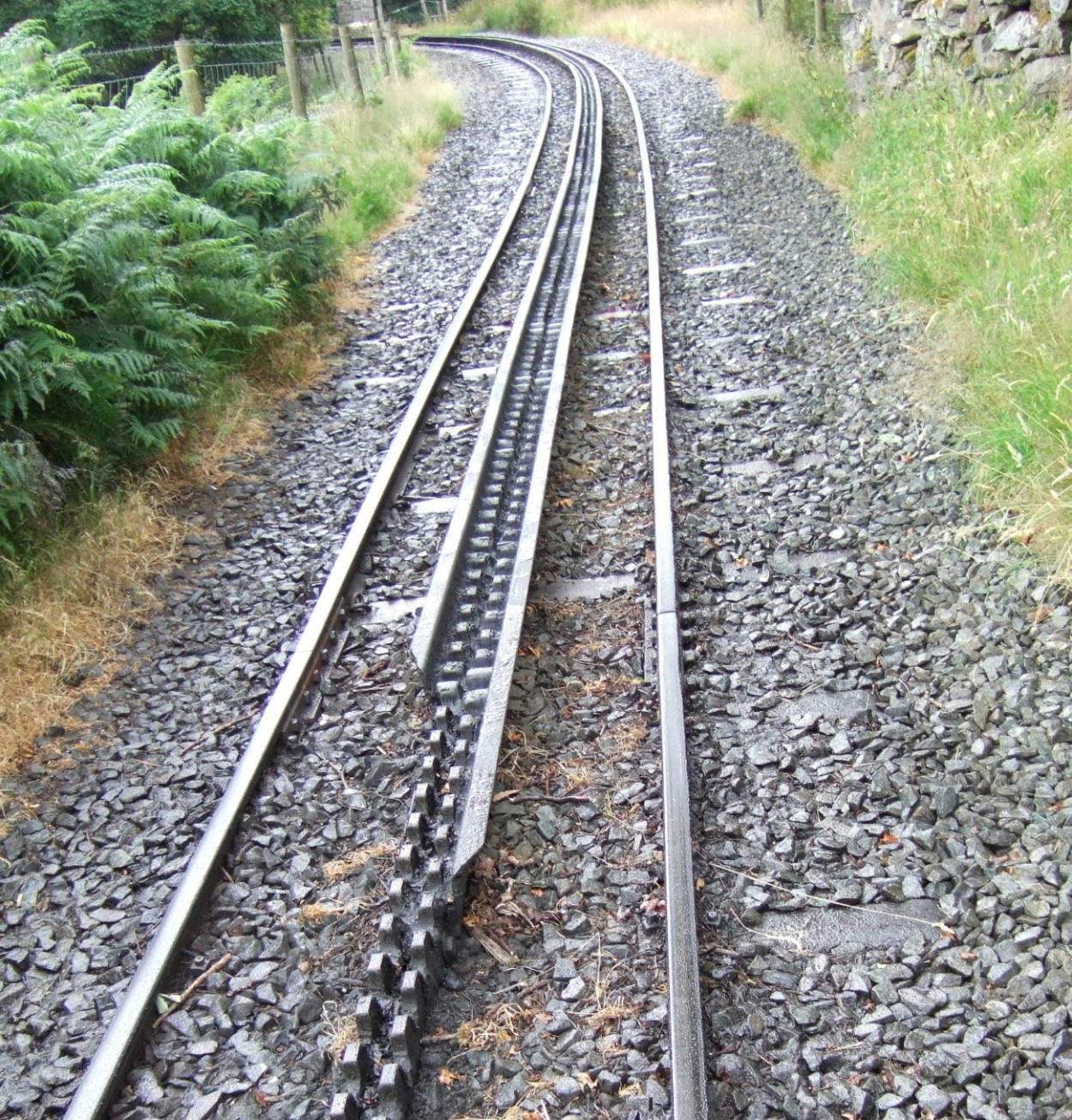
Via de um caminho de ferro de cremalheira.

Funcionamento do pinhão e cremalheira.

Denomina-se caminho de ferro de cremalheira (pt) ou estrada de ferro de cremalheira (pt-br) a um tipo particular de caminhos de ferro que baseia o seu funcionamento na acoplagem mecânica com a via por meio de um terceiro trilho ou carril dentado ou «cremalheira».

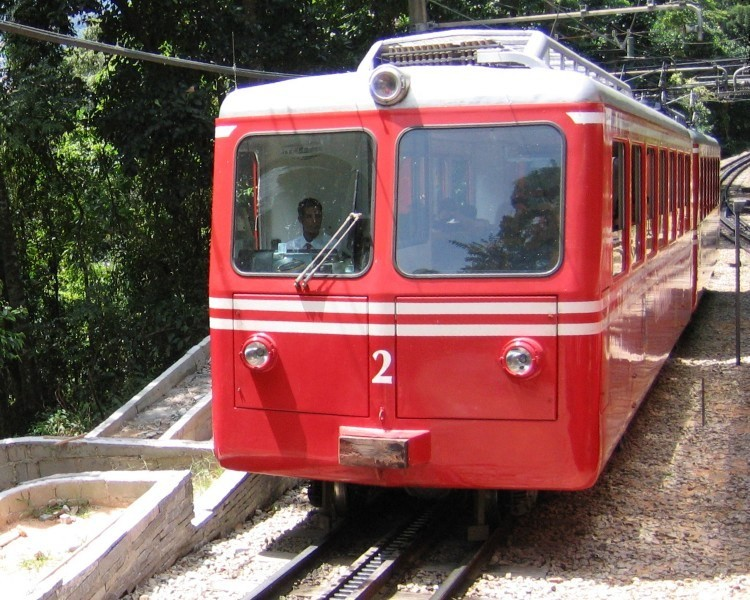
O Caminho de Ferro do Corcovado no Rio de Janeiro funciona com o sistema Riggenbach.

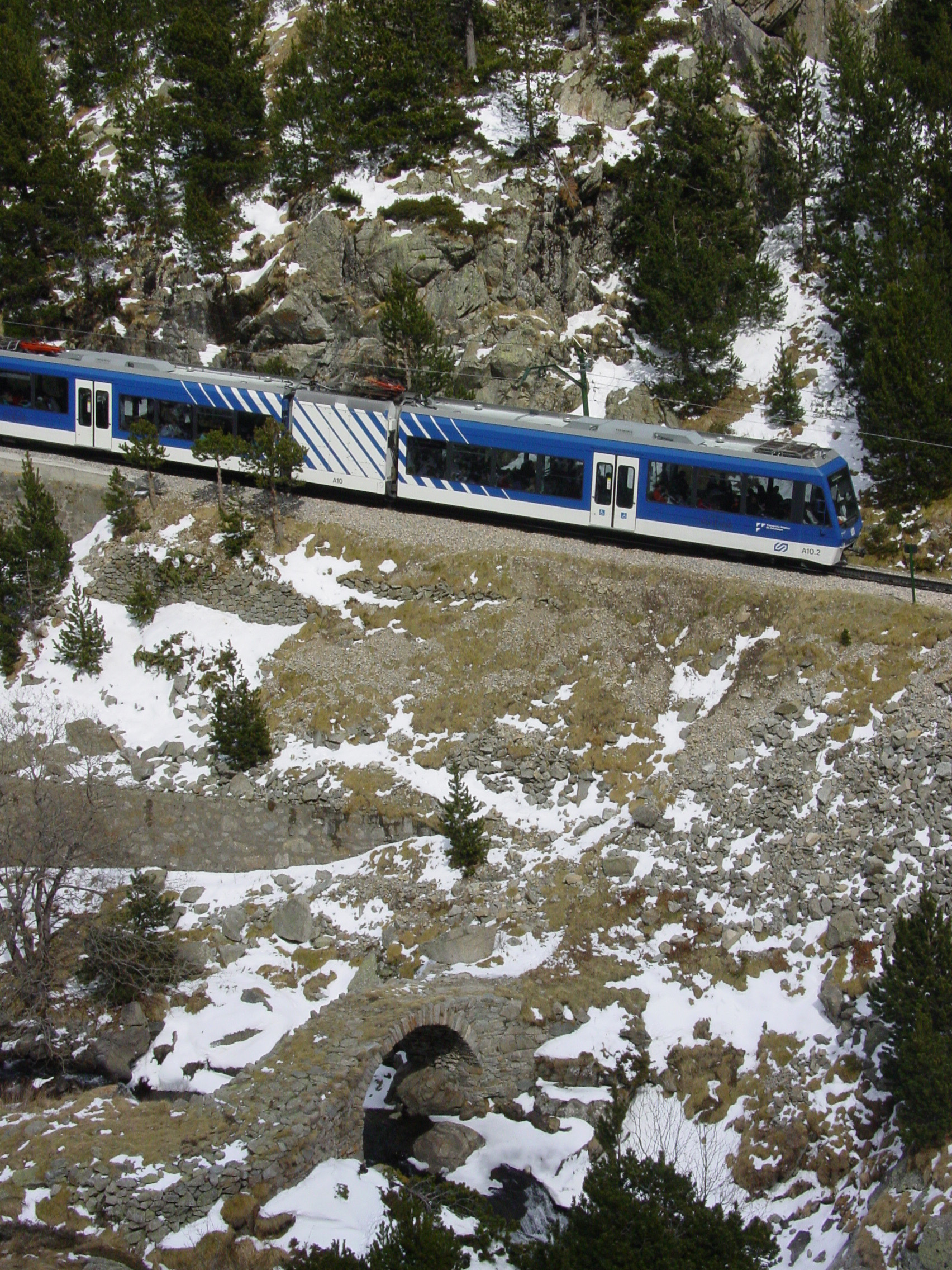
Caminho de Ferro de Cremalheira de Nuria.

## Aplicações
A disposição mencionada permite que seja utilizado em zonas onde haja uma grande pendente de mais de 8%, nas quais o funcionamento por aderência entre carris e rodas não seria possível devido à escassa fricção entre aquelas.
Se emprega principalmente em comboios (trens) de montanha para turistas e também nas montanhas russas para chegar à primeira ou às principais elevações.

## Invenção
Em 1812, o inglês John Blenkinsop construiu umas vias de cremalheira para uma máquina locomotiva lenta. Depois, em 1862 o suíço Niklaus Riggenbach colocou a cremalheira num terceiro carril.
Em 1868, foi inaugurada a primeira ferrovia de cremalheiras construída no mundo: a Mount Washington Cog Railway, a qual permite realizar a ascensão até o topo do Monte Washington, ponto mais alto da região da Nova Inglaterra, no estado norte-americano de Nova Hampshire.

## Sistemas de engrenagens
Existem vários tipos de sistemas de engrenagem. Os mais conhecidos são os Marsh, Riggenbach, Strub, Abt, Locher e Lamella (também conhecido como o sistema von Roll).
|  |  |  |  |  |
|  |  |  |  |  |

Desenvolveram-se diferentes sistemas de engrenagens. Hoje em dia, a maioria dos caminhos de ferro de cremalheira utilizam o sistema Abt.